# Kevin Phillips (cầu thủ bóng đá)
Kevin Mark Phillips (sinh ngày 25 tháng 7 năm 1973) là một cựu cầu thủ bóng đá chuyên nghiệp người Anh người gần đây nhất là huấn luyện viên của câu lạc bộ AFC Fylde.
Là một tiền đạo, Phillips là cầu thủ ghi bàn hàng đầu Premier League mùa 1999-2000 với 30 bàn thắng cho Sunderland, và nó giúp anh giành Chiếc giày vàng châu Âu. Anh vẫn là cầu thủ người Anh duy nhất giành được giải thưởng này. Phillips cũng có một thời gian thi đấu ở Watford, Southampton, Aston Villa, West Bromwich Albion, Birmingham City, Blackpool, Crystal Palace và Leicester City.

## Danh hiệu
Sunderland
- Football League First Division: 1998–99

West Bromwich Albion
- Football League Championship: 2007–08

Birmingham City
- Football League Cup: 2010–11
- Football League Championship á quân: 2008–09

Crystal Palace
- Football League Championship play-offs: 2013

Leicester City
- Football League Championship: 2013–14